# South Edmeston
South Edmeston ist ein US-amerikanischer Ort in Otsego County im Bundesstaat New York. Das U.S. Census Bureau hat bei der Volkszählung 2020, für die South Edmeston als Census-designated place erfasst wurde, eine Einwohnerzahl von 137 ermittelt. Es liegt am Unadilla River, einem Nebenfluss des Susquehanna River. South Edmeston ist vor allem für Milchwirtschaft bekannt, mit Chobani ist eines der weltweit führenden Unternehmen im Ort ansässig. Das Unternehmen geht auf eine von der Kraft Foods Group aufgegebene Fabrik zurück. In dieser hatte ab 1920 die Firma Phenix Cheese Company Frischkäse unter dem Namen Philadelphia hergestellt und vertrieben, nach der Übernahme durch Kraft 1928 avancierte die Marke zum Marktführer in den USA und wird zudem weltweit vertrieben. Nachdem kurz vor der Übernahme durch Chobani die letzten 55 Mitarbeiter von Kraft Foods entlassen worden waren, waren 2018 zirka 1000 Personen beim neuen Besitzer im lokalen Werk beschäftigt und die Firma plante seinerzeit einen Ausbau.